# Ferula karelinii
Ferula karelinii là một loài thực vật có hoa trong họ Hoa tán. Loài này được Bunge mô tả khoa học đầu tiên năm 1851.